# Boissy-le-Repos
Pour les articles homonymes, voir Boissy.
Boissy-le-Repos est une commune française, située dans le département de la Marne en région Grand Est.

## Géographie

### Localisation
Boissy-le-Repos se trouve au sud-ouest du département de la Marne, en région Grand Est. La commune appartient à la région agricole de la Brie champenoise.
La commune de Boissy-le-Repos s'étend sur une superficie de 1 530 hectares. Le relief est marqué par la vallée du Petit Morin, où se trouve le village de Boissy-le-Repos, et ses collines environnantes. Sur son territoire, l'altitude varie de 130 à 226 mètres,. 
Par la route, Boissy-le-Repos se situe à 59 km de Châlons-en-Champagne, préfecture, à 37 km d'Épernay, sous-préfecture, et à 19 km de Sézanne, bureau centralisateur du canton de Sézanne-Brie et Champagne dont dépend Boissy-le-Repos depuis 2015. La commune fait en outre partie du bassin de vie de Montmirail, commune distante de 11 km par la route.
Boissy-le-Repos est limitrophe de 6 communes :
|                          | Vauchamps       | Le Thoult-Trosnay |
| Bergères-sous-Montmirail | Boissy-le-Repos |                   |
| Le Gault-Soigny          | Charleville     | Corfélix          |

### Hydrographie

#### Réseau hydrographique
La commune est dans la région hydrographique « la Seine de sa source au confluent de l'Oise (exclu) » au sein du bassin Seine-Normandie. Elle est drainée par le Petit Morin, le Fond du Merisier la Tesse, le Fossé 01 de Biffontaine, le Fossé 01 de la Grurie, le Fossé 01 du Pré le Prêtre, le ru de Champramont et le ru de Saint-Martin,.
Le Petit Morin, d'une longueur de 86 km, prend sa source dans la commune de Val-des-Marais et se jette dans la Marne à La Ferté-sous-Jouarre, après avoir traversé 29 communes. Les caractéristiques hydrologiques de le Petit Morin sont données par la station hydrologique située sur la commune de Boissy-le-Repos. Le débit moyen mensuel est de 1,06 m3/s. Le débit moyen journalier maximum est de 11,6 m3/s, atteint lors de la crue du 3 février 2020. Le débit instantané maximal est quant à lui de 13,2 m3/s, atteint le 5 mars 2020.

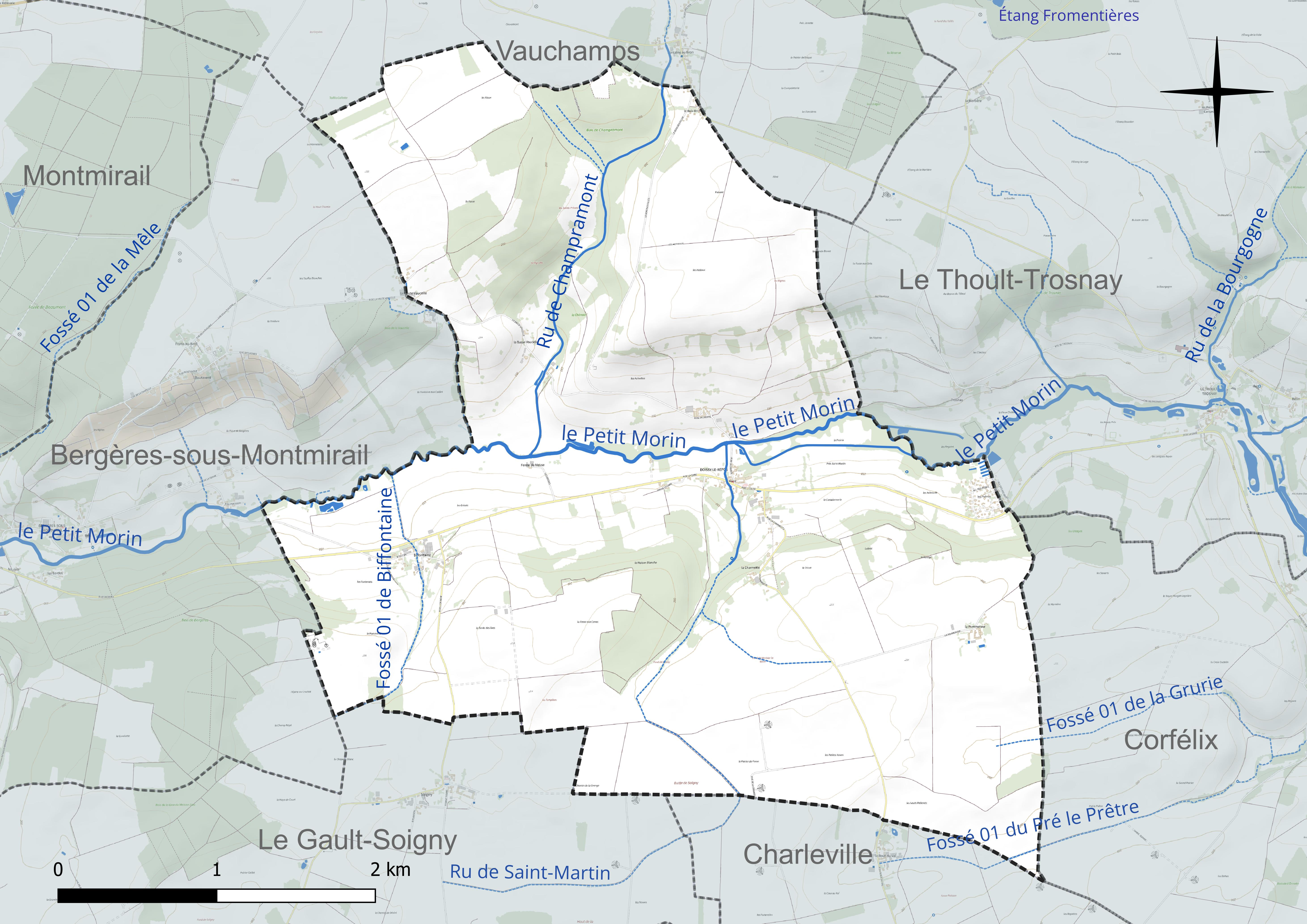
Réseau hydrographique de Boissy-le-Repos.

#### Gestion et qualité des eaux
Le territoire communal est couvert par le schéma d'aménagement et de gestion des eaux (SAGE) « Petit et Grand Morin ». Ce document de planification concerne le territoire des bassins versants du Petit Morin (630 km2) et du Grand Morin (1 185 km2) et se répartit sur trois départements (la Marne, l'Aisne et la Seine-et-Marne). Il a été approuvé le 21 octobre 2016. La structure porteuse de l'élaboration et de la mise en œuvre est le Syndicat mixte d'aménagement et de gestion des eaux (SMAGE) - EPAGE. 
La qualité des cours d’eau peut être consultée sur un site dédié géré par les agences de l’eau et l’Agence française pour la biodiversité. 

### Climat
Pour des articles plus généraux, voir Climat du Grand Est et Climat de la Marne.
En 2010, le climat de la commune est de type climat océanique dégradé des plaines du Centre et du Nord, selon une étude du Centre national de la recherche scientifique s'appuyant sur une série de données couvrant la période 1971-2000. En 2020, Météo-France publie une typologie des climats de la France métropolitaine dans laquelle la commune est exposée à un climat océanique altéré et est dans la région climatique  Nord-est du bassin Parisien, caractérisée par un ensoleillement médiocre, une pluviométrie moyenne régulièrement répartie au cours de l’année et un hiver froid (3 °C). 
Pour la période 1971-2000, la température annuelle moyenne est de 10,4 °C, avec une amplitude thermique annuelle de 15,4 °C. Le cumul annuel moyen de précipitations est de 778 mm, avec 12,5 jours de précipitations en janvier et 8,5 jours en juillet. Pour la période 1991-2020, la température moyenne annuelle observée sur la station météorologique de Météo-France la plus proche, « Esternay-Man », sur la commune d'Esternay à 14 km à vol d'oiseau, est de 10,9 °C et le cumul annuel moyen de précipitations est de 780,5 mm. 
La température maximale relevée sur cette station est de 42,5 °C, atteinte le 25 juillet 2019 ; la température minimale est de −25 °C, atteinte le 14 février 1956,,. 
Les paramètres climatiques de la commune ont été estimés pour le milieu du siècle (2041-2070) selon différents scénarios d'émission de gaz à effet de serre à partir des nouvelles projections climatiques de référence DRIAS-2020. Ils sont consultables sur un site dédié publié par Météo-France en novembre 2022.

### Milieux naturels et biodiversité
L'Inventaire national du patrimoine naturel (INPN) recense 334 espèces sur le territoire de la commune, dont 14 espèces protégées et 9 espèces menacées.
Boissy-le-Repos compte une zone naturelle d'intérêt écologique, faunistique et floristique (ZNIEFF). La ZNIEFF de type I des « bois de pente et sources tufeuses au sud-est de Bergères-sous-Montmirail » s'étend sur 90 hectares entre Bergères-sous-Montmirail et Boissy-le-Repos. Les bois sont principalement des chênaies pédonculées neutrophile ou acidiphile. Au pied des pentes, une aulnaie marécageuse et ses sources tufeuses prennent le pas. On trouve dans la ZNIEFF des espèces végétales relativement rares dans la région, tels le séneçon de Fuchs et la jacinthe des bois, ainsi qu'une vingtaine d'espèces d'oiseaux.

## Urbanisme

### Typologie
Au 1er janvier 2024, Boissy-le-Repos est catégorisée commune rurale à habitat dispersé, selon la nouvelle grille communale de densité à sept niveaux définie par l'Insee en 2022.
Elle est située hors unité urbaine. Par ailleurs la commune fait partie de l'aire d'attraction de Montmirail, dont elle est une commune de la couronne,. Cette aire, qui regroupe 19 communes, est catégorisée dans les aires de moins de 50 000 habitants,.

### Occupation des sols
L'occupation des sols de la commune, telle qu'elle ressort de la base de données européenne d’occupation biophysique des sols Corine Land Cover (CLC), est marquée par l'importance des territoires agricoles (85,9 % en 2018), une proportion identique à celle de 1990 (85,9 %). La répartition détaillée en 2018 est la suivante : terres arables (65,6 %), prairies (17,4 %), forêts (14,1 %) et zones agricoles hétérogènes (2,9 %).
L'évolution de l’occupation des sols de la commune et de ses infrastructures peut être observée sur les différentes représentations cartographiques du territoire : la carte de Cassini (XVIIIe siècle), la carte d'état-major (1820-1866) et les cartes ou photos aériennes de l'IGN pour la période actuelle (1950 à aujourd'hui).

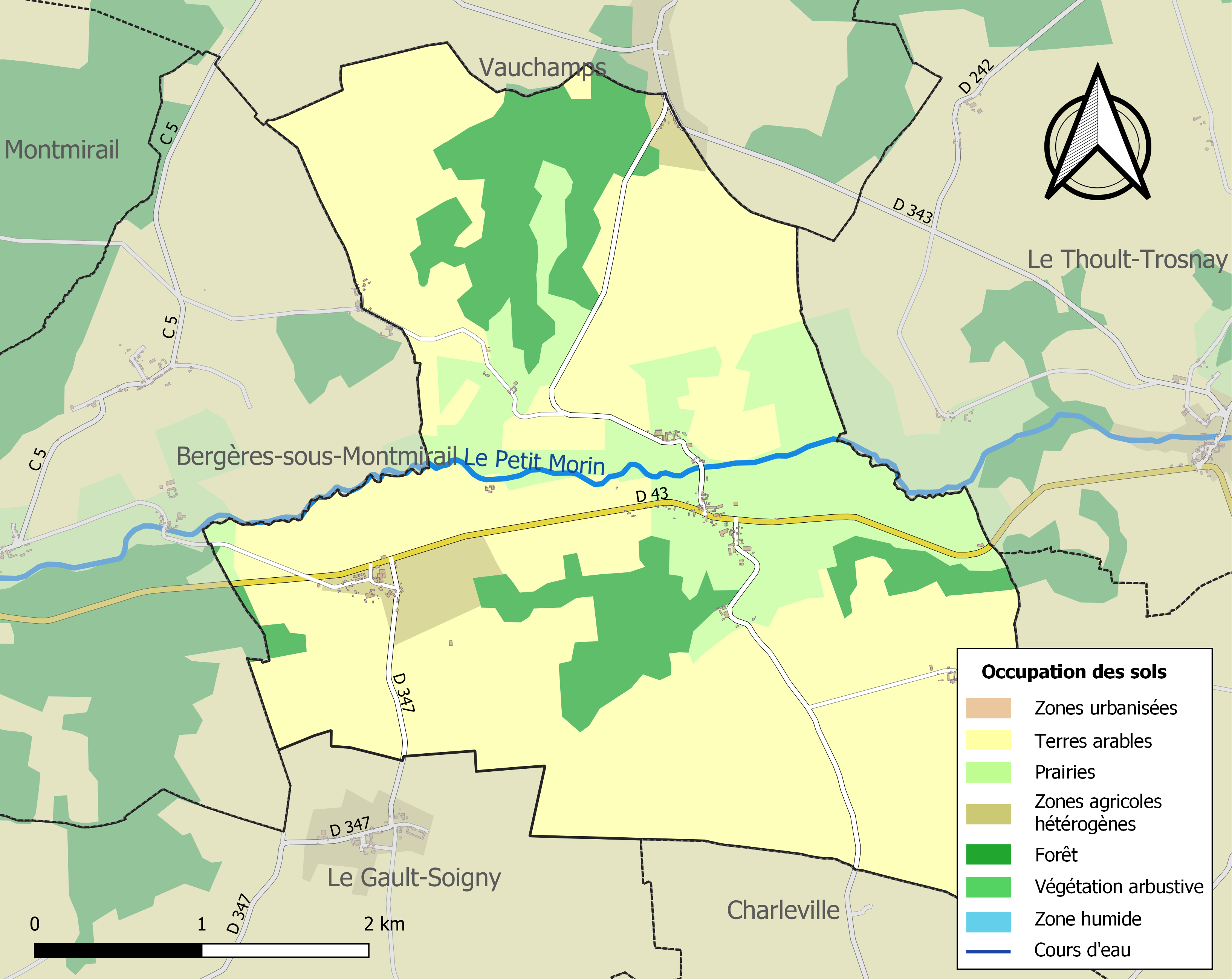
Carte des infrastructures et de l'occupation des sols de la commune en 2018 (CLC).

### Hameaux et écarts
La commune compte, outre le chef-lieu, plusieurs hameaux : la Basse Vaucelle (et une partie de la Haute Vaucelle) au nord-ouest ; Biffontaine, principal hameau, à l'ouest ; le Bois aux Filles à la limite avec Vauchamps au nord ;  la Charmotte au sud de Boissy et la Pommerose au sud-est,. S'y ajoutent l'écart de Ferme de Meuse, à l'ouest à proximité du Petit Morin, ainsi que le Parc des Aulnes, qui accueille une cinquantaine de maisons mobiles et chalets depuis 1982 à l'est de la commune.

### Habitat et logement
En 2021, Boissy-le-Repos compte 155 logements. Ces logements sont à 77,6 % des maisons ; la commune ne comptant par ailleurs qu'un seul appartement La différence peut s'expliquer par les logements du parc résidentiel des Aulnes. En raison de la prévalence des maisons, les résidences principales de Boissy-le-Repos disposent en moyenne de 4,2 pièces.
Le tableau ci-dessous présente une comparaison de quelques indicateurs chiffrés du logement pour Boissy-le-Repos, la communauté de communes de la Brie champenoise (CCBC), le département de la Marne et la France entière :
|                                                            | Boissy-le-Repos | CCBC  | Marne   | France     |
| ---------------------------------------------------------- | --------------- | ----- | ------- | ---------- |
| Ensemble des logements                                     | 155             | 4 109 | 300 919 | 37 155 918 |
| Part des résidences principales (en %)                     | 69,8            | 80,9  | 87,5    | 82,2       |
| Part des résidences secondaires (en %)                     | 28,9            | 9,3   | 3,4     | 9,7        |
| Part des logements vacants (en %)                          | 1,3             | 9,8   | 9,1     | 8,1        |
| Part des propriétaires de leur résidence principale (en %) | 82,6            | 69,2  | 52,2    | 57,5       |

À Boissy-le-Repos, 69,8 % des logements sont en 2021 des résidences principales, 28,9 % des résidences secondaires et 1,3 % des logements vacants. Par ailleurs, 82,6 % des ménages sont propriétaires de leur résidence principale. Boissy-le-Repos se démarque ainsi par un nombre supérieur à la moyenne de résidences secondaires et de ménages propriétaires de leur résidence principale.
Parmi les 108 résidences principales construites avant 2019, 22,9 % avaient été construites avant 1945, 11,9 % entre 1946 et 1970, 23,8 % entre 1971 et 1990, 27,5 % entre 1991 et 2005 et 13,8 % depuis 2006.
Boissy-le-Repos a connu une forte augmentation du nombre de résidences secondaires en 1982, année de l'ouverture du Parc des Aulnes. Ce nombre a par la suite diminué, au profit des résidences principales. Le tableau ci-dessous présente l'évolution du nombre de logements sur le territoire de la commune, par catégorie, depuis 1968 :
|                        | 1968 | 1975 | 1982 | 1990 | 1999 | 2010 | 2015 | 2021 |
| ---------------------- | ---- | ---- | ---- | ---- | ---- | ---- | ---- | ---- |
| Résidences principales | 40   | 40   | 44   | 59   | 72   | 89   | 108  | 108  |
| Résidences secondaires | 15   | 18   | 93   | 82   | 82   | 51   | 45   | 45   |
| Logements vacants      | 9    | 16   | 13   | 8    | 8    | 20   | 3    | 2    |
| Total                  | 64   | 74   | 150  | 149  | 162  | 160  | 156  | 155  |

### Voies de communication et transports
La commune est traversée par la route départementale 43 entre Bergères-sous-Montmirail (vers Montmirail) à l'ouest et Le Thoult-Trosnay (vers Fère-Champenoise) à l'est.
Il est accessible depuis le tracé initial de l'ex-RN 33 (actuelle RD 933) de La Ferté-sous-Jouarre à Châlons-sur-Marne et de l'ex-RN 373 (actuelle RD 973) reliant Compiègne à Troyes.

## Toponymie
Boissy provient du latin buxetum (« ensemble de buis »).
Le nom de la localité est attesté sous les formes Boissy le Repos (1131) ; Buxeium (1138) ; Buxei villa (1147-1151) ; Buxiacum (1202) ; Bussi (1205) ; Busseiacum (1209) ; Buxeium juxta Montem Mirabilem (1223) ; Bussiacum (1284) ; Boissiacum Absconditum (1381) ; Boissy le Repost (1403) ; Boicy le Repost (1445) ; Bouissy le Repost (1459) ; Boissy-le-Repost (1650) ; Boisy (1735) ; Boissy (XVIIIe siècle) ; Boissiacum Repostum (1784).
En 1793, la commune s’appelle simplement Boissy. Elle prend son nom actuel en 1801.
Parmi ses hameaux, la Basse-Vaucelle est attesté dès 1175 (Ecclesia de Valcellis) tandis que Biffontaine apparaît dès le XIIIe siècle (Bifontaines).

## Histoire
Le village a été desservi par la ligne d'Épernay à Montmirail des Chemins de fer de la Banlieue de Reims (CBR),un réseau de chemin de fer secondaire à voie étroite de 1903 à 1932/1933, facilitant le transport des personnes et des marchandises, telles que pierres (meulières), blé, bois.. Le nom de l'impasse de la Gare à Boissy-le-Repos et la rue du C. B. R. à Biffontaine rappellent cette desserte.

## Politique et administration

### Rattachements administratifs et électoraux
Rattachements administratifs
La commune se trouve depuis 1926 dans l'arrondissement d'Épernay du département de la Marne.  
Elle faisait partie depuis 1801 du canton de Montmirail. Dans le cadre du redécoupage cantonal de 2014 en France, cette circonscription administrative territoriale a disparu, et le canton n'est plus qu'une circonscription électorale.
Rattachements électoraux
Pour les élections départementales, la commune fait partie depuis 2014 du canton de Sézanne-Brie et Champagne
Pour l'élection des députés, elle fait partie de la troisième circonscription de la Marne.

### Intercommunalité
Boissy-le-Repos est membre de la communauté de communes de la Brie Champenoise, un établissement public de coopération intercommunale (EPCI) à fiscalité propre créé fin 1996 et auquel la commune a transféré un certain nombre de ses compétences, dans les conditions déterminées par le code général des collectivités territoriales.

### Liste des maires
| Période                                  | Période      | Identité         | Étiquette | Qualité |
| ---------------------------------------- | ------------ | ---------------- | --------- | ------- |
| Les données manquantes sont à compléter. |              |                  |           |         |
| juin 1995                                | juillet 2020 | Gilbert Mondolot | SE        |         |
| juillet 2020,                            | En cours     | Bernard Wauquiez | SE        |         |

## Équipements et services publics

### Eau et déchets
L'approvisionnement en eau potable et l'assainissement des eaux usées sont des compétences de la communauté de communes de la Brie champenoise. Boissy-le-Repos est alimentée en eau potable par les captages du Thoult-Trosnay. La production et la distribution d'eau potable font l'objet d'une délégation de service public confiée à Suez jusqu'en 2028. L'assainissement y est non collectif.
La communauté de communes est également compétente en matière de déchets. La collecte des ordures ménagères résiduelles (en bac) et des déchets recyclables (en sacs translucides jaunes) est réalisée en porte à porte. La communauté de commune adhérant au syndicat de valorisation des ordures ménagères de la Marne (SYVALOM), ces déchets sont amenés au centre de transfert départemental de Sézanne puis valorisés sur le site de La Veuve. La communauté de communes propose des composteurs individuels à tarif réduit pour les biodéchets. La collecte du verre et des textiles se fait en apport volontaire. Pour les autres déchets, l'unique déchèterie de la communauté de communes est située à Montmirail, dans le hameau de Maclaunay. La collecte des déchets et la gestion de la déchèterie sont confiées à des entreprises privées par marchés publics.

### Enseignement
Boissy-le-Repos fait partie de l'académie de Reims.
La commune dépend de l'école primaire de Fromentières,. L'école primaire Marcel Jerger est située 2 route de Montmort et accueille 113 élèves de maternelle et d'élémentaire (chiffres 2024-2025).
Les jeunes de Boissy-le-Repos sont ensuite rattachés au collège de la Brie champenoise à Montmirail et au lycée La Fontaine du Vé de Sézanne.

### Postes et télécommunications
Plusieurs boîtes aux lettres de La Poste se trouvent sur le territoire de la commune : rue de la Gare, allée des Aulnes, La Pommerose et rue d'en Haut (Biffontaine). Le bureau de poste le plus proche est situé à Montmirail, à environ 8 km de Boissy-le-Repos.

### Justice, sécurité et secours
Du point de vue judiciaire, Boissy-le-Repos relève du conseil de prud'hommes d'Épernay, du tribunal de commerce de Reims, du tribunal judiciaire, du tribunal paritaire des baux ruraux et du tribunal pour enfants de Châlons-en-Champagne, dans le ressort de la cour d'appel de Reims. Pour le contentieux administratif, la commune dépend du tribunal administratif de Châlons-en-Champagne et de la cour administrative d'appel de Nancy.
Boissy-le-Repos est située en secteur Gendarmerie nationale et dépend de la brigade de Montmirail.
En matière d'incendie et de secours, le centre d'incendie et de secours le plus proche est celui de Montmirail, dépendant du Service départemental d'incendie et de secours (SDIS) de la Marne.

## Population et société
Les habitants de la commune sont les Boissyfontains et Boissyfontaines.

### Démographie
L'évolution du nombre d'habitants est connue à travers les recensements de la population effectués dans la commune depuis 1793. Pour les communes de moins de 10 000 habitants, une enquête de recensement portant sur toute la population est réalisée tous les cinq ans, les populations de référence des années intermédiaires étant quant à elles estimées par interpolation ou extrapolation. Pour la commune, le premier recensement exhaustif entrant dans le cadre du nouveau dispositif a été réalisé en 2005.

En 2022, la commune comptait 233 habitants, en évolution de +4,95 % par rapport à 2016 (Marne : −1,19 %, France hors Mayotte : +2,11 %).
| 1793 | 1800 | 1806 | 1821 | 1831 | 1836 | 1841 | 1846 | 1851 |
| ---- | ---- | ---- | ---- | ---- | ---- | ---- | ---- | ---- |
| 400  | 313  | 323  | 317  | 263  | 329  | 295  | 328  | 351  |

| 1856 | 1861 | 1866 | 1872 | 1876 | 1881 | 1886 | 1891 | 1896 |
| ---- | ---- | ---- | ---- | ---- | ---- | ---- | ---- | ---- |
| 330  | 346  | 353  | 304  | 302  | 314  | 293  | 303  | 291  |

| 1901 | 1906 | 1911 | 1921 | 1926 | 1931 | 1936 | 1946 | 1954 |
| ---- | ---- | ---- | ---- | ---- | ---- | ---- | ---- | ---- |
| 268  | 280  | 276  | 230  | 232  | 223  | 185  | 188  | 206  |

| 1962 | 1968 | 1975 | 1982 | 1990 | 1999 | 2005 | 2006 | 2010 |
| ---- | ---- | ---- | ---- | ---- | ---- | ---- | ---- | ---- |
| 153  | 121  | 123  | 129  | 154  | 180  | 213  | 211  | 203  |

| 2015 | 2020 | 2022 | - | - | - | - | - | - |
| ---- | ---- | ---- | - | - | - | - | - | - |
| 226  | 230  | 233  | - | - | - | - | - | - |

### Cultes
Pour le culte catholique, Boissy-le-Repos dépend de la paroisse Saint-Vincent-de-Paul - Montmirail, au sein du diocèse de Châlons-en-Champagne.

### Médias
La presse écrite régionale comprend le quotidien L'Union, le bi-hebdomadaire Le Pays briard et l'hebdomadaire L'Hebdo du vendredi.
Parmi les stations de radio locales, il est possible de citer Ici Champagne-Ardenne et Champagne FM.

## Culture locale et patrimoine

### Lieux et monuments

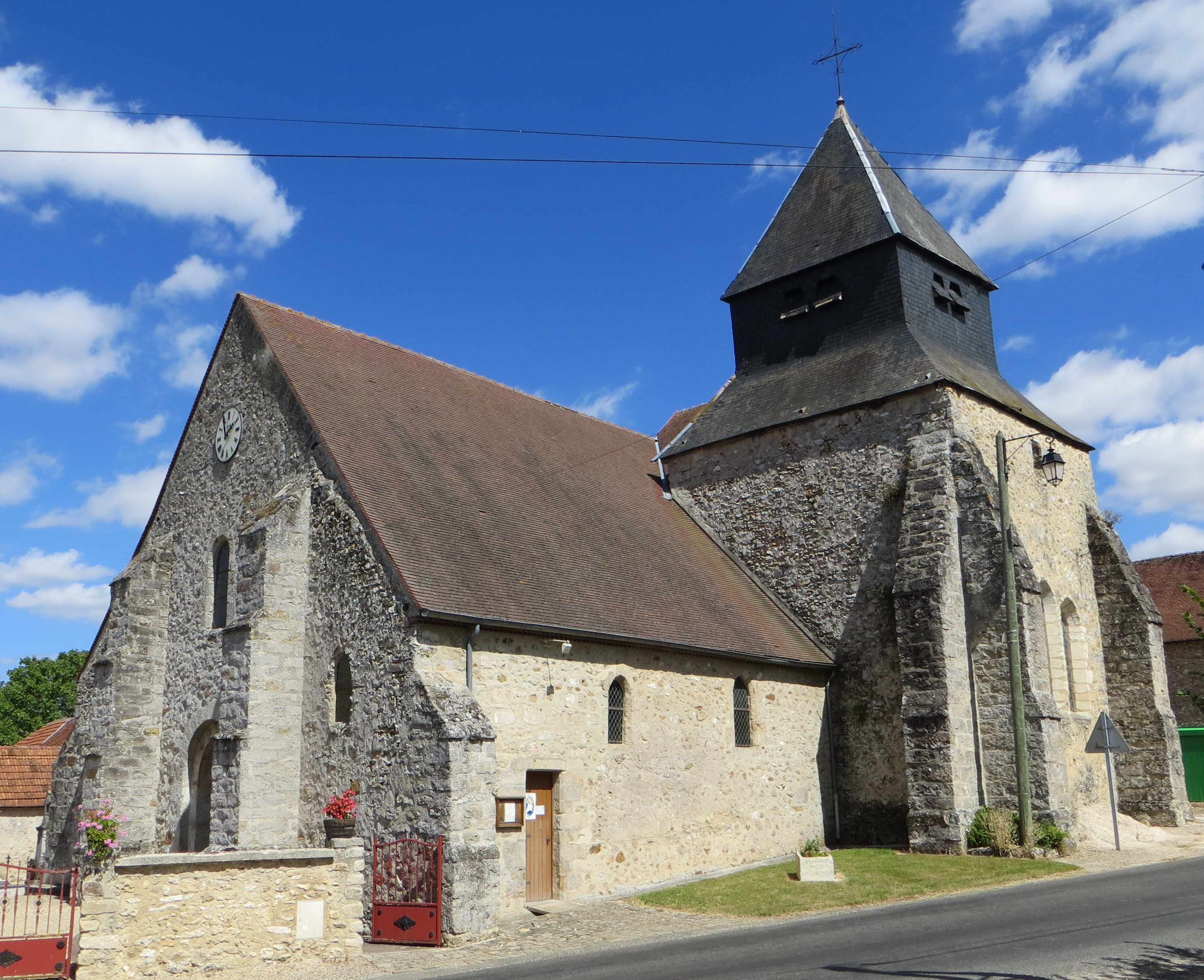
L'église Saint-Martin - cloche de l'église sonnant 14 h :Fichier:Boissy-le-Repos - Cloche de l'église Saint-Martin - 14h.ogg

- Église Saint-Martin, dont les parties les plus anciennes datent des XIe et XIIe siècles, de style gothique sur des fondations romanes.
Ce grand bâtiment est composé de trois nefs et d’un chœur de dimensions importantes très surélevé et décoré d’arcades.
Au XVIIIe siècle, le chœur est séparé de la croisée du transept  par une poutre de gloire et une table de communion. Ces deux éléments  en fer forgé sont classés. 
L'église est également remarquable par son maître-autel et son tabernacle du XVIIe siècle, une Vierge à l’enfant en bois du XVIe siècle et un confessionnal du XVIIIe siècle[3].

### Héraldique
| Blason de Boissy-le-Repos | Blason  | Tiercé en pairle renversé : au 1er d'or à une branche de buis de sinople, au 2e de gueules à une biche couchée d'or, au 3e d'azur à trois fasces ondées d'argent et à l'épée basse d'or brochant sur les fasces.                                                                                           |
| Blason de Boissy-le-Repos | Détails | Les branches de buis évoquent la première partie du nom de la commune et la biche couchée la seconde partie. L'épée est l'attribut de saint Martin, patron de la paroisse locale, et les ondes symbolisent le Petit Morin qui arrose la commune. Création de Jean-François Binon adoptée en novembre 2020. |